# 遊佐町立図書館
遊佐町立図書館（ゆざちょうりつとしょかん）は、山形県飽海郡遊佐町にある公共図書館である。

## 概要
1991年7月23日に現在の場所に新築開館した。
図書館としての運営他、学校の読書活動推進の支援や、夜の図書館（ブックナイトライブラリー）も行っている。
2020年以降、新型コロナウイルス感染拡大によるコロナ禍で図書館の利用が制限されたことによる町民からの要望をきっかけに町立図書館とショッピングセンター・エルパ内の一角にリサイクルコーナーを2021年度に設置した。翌年の2022年にエルパ内のリサイクルコーナーを「町かどとしょかん」としてリニューアルした他、同年7月には沿岸部と山間部にも規模拡大し、サンセット十六羅漢の施設内に「海のとしょかん」、農林漁業体験実習館「さんゆう」の施設内に「山のとしょかん」を開設した。

## サービス
貸出サービスは、利用者カードをもっている人を対象に行なっている。利用者カードは、個人の場合誰でも登録が可能で、団体の場合は遊佐町に所在する公共機関、事業所及びその他団体で、図書館長が適当と認める団体に交付されている。貸出点数は、図書だと一度に5冊までで日数は14日間、DVDは3本までで日数は7日間となっている。返却は原則サービスカウンターとなっているが、夜間や休館中は返却ポストを利用することができる。
開館時間
- 4月-10月：9：30〜19：00
- 11月-3月：9：30〜18：00
- 土曜日・日曜日・祝日：9：30〜17：00

休館日
- 第1・3月曜日（祝日の場合は翌日）
- 特別整理日（12月1日〜12月8日）
- 年末年始（12月29日〜1月3日）

## 施設概要
- サービスカウンター
- ブラウジングコーナー
- 一般開架室
- 児童コーナー
- 郷土資料コーナー
  - 遊佐町や山形県内の資料の他、シェイクスピアのコーナーも設けている[5]。
- AV（視聴覚）コーナー
- ヤングアダルトコーナー
- 視聴覚・講座室

## 所在地
山形県飽海郡遊佐町遊佐字鶴田30-1

## 立地
- JR羽越本線遊佐駅から徒歩10分[4]。

## 周辺
- 遊佐町役場
- 町民体育館